# Duberria shirana
Espèce
Synonymes
- Homalosoma shiranum Boulenger, 1894
- Duberria lutrix shirana (Boulenger, 1894)

Duberria shirana est une espèce de serpents de la famille des Lamprophiidae. 

## Répartition
Cette espèce se rencontre en Zambie, dans le sud de la Tanzanie, au Malawi, au Burundi et dans le sud-est de la République démocratique du Congo.

## Publication originale
- Boulenger, 1894 : Catalogue of the Snakes in the British Museum (Natural History). Volume II., Containing the Conclusion of the Colubridæ Aglyphæ, p. 1-382 (texte intégral).